# Rubus kulinganus
Rubus kulinganus är en rosväxtart som beskrevs av Liberty Hyde Bailey. Rubus kulinganus ingår i släktet rubusar, och familjen rosväxter. Inga underarter finns listade i Catalogue of Life.